# نواف الدريويش
نواف بسام الدريويش، لاعب كرة قدم سعودي، يلعب في خط الدفاع يلعب حالياً في نادي الوشم.

## مسيرة اللاعب
لعب في نادي الشباب و انظم للفريق الأول في صيف عام 2020. و بعدها لعب مع نادي الدرعية ونادي الذهب ونادي التقدم ونادي الصقر ونادي الوشم.